# Wallace Hartley
Wallace Henry Hartley (Colne, Lancashire, 2 de junio de 1878 - Océano Atlántico Norte, 15 de abril de 1912) fue un violinista, director de la Wallace Hartley Band que viajaba en el RMS Titanic en su fatídico viaje inaugural. Se hizo famoso al dirigir a los ocho miembros del grupo mientras el barco se hundía el 15 de abril de 1912.
Una de las más famosas leyendas sobre el hundimiento del Titanic es la relativa a su orquesta de música. Durante el naufragio, los ocho miembros de la orquesta, dirigidos por Hartley, se situaron en el salón principal de primera clase en un intento por hacer que los pasajeros no perdieran la calma ni la esperanza. Más tarde continuaron tocando en la parte de popa de la cubierta de botes. La orquesta no dejó de tocar incluso cuando ya era seguro que el buque se hundiría.

## Mitos sobre el naufragio y funeral
Ninguno de los integrantes de la orquesta sobrevivió al naufragio, y desde entonces ha habido mucha especulación respecto a cuál fue la última melodía que interpretaron. Algunos testigos dicen que la última canción fue el himno Nearer, my God, to Thee, (Más Cerca, Oh Dios de Ti). Por otro lado, existen tres versiones de dicha canción y nadie exactamente ha podido confirmar cuál de ellas se interpretó, o si realmente fue esa la última.
El cuerpo de Hartley fue uno de los que se recuperaron y pudieron ser identificados. Su funeral en Inglaterra contó con la presencia de miles de personas. A pesar de ser considerado como un héroe en su país, la naviera White Star Line, propietaria del Titanic, cobró a su familia por el coste de la pérdida de su uniforme.